# Лавочне (Україна)
Лаво́чне — село в Україні, у Стрийському районі Львівської області. Населення становить 1198 осіб. Орган місцевого самоврядування — Славська селищна рада.

## Розташування
Розташоване в долині річки Опір, яка починається за кілька кілометрів на південному заході від поселення. Селом тече річка Лавочанка, у яку впадають Ровина, потоки Закути та Хохлинський. На південь від села розташована гора Явірник (1120,6 м).

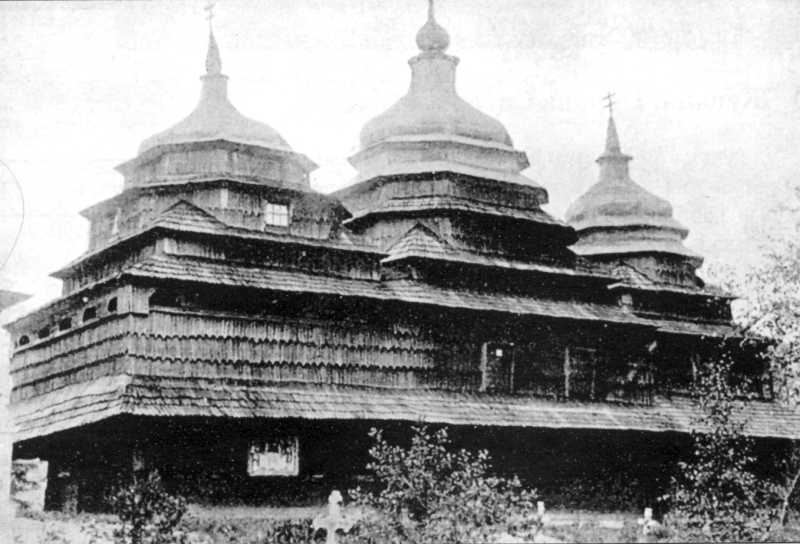
Церква св. Михаїла (стара). Світлина зі збірки Музею етнографії та художнього промислу у Львові.

## Історія
Уперше згадується у писемних джерелах 1591 року. Долиною Опора проходив торговий шлях з долини Дністра на Закарпаття та Придунайську низовину. 1594 село спалили татарські загони. Жителі брали участь у опришківському русі.
Населення станом на 1880 рік (як село Стрийського повіту) — 607 осіб.
1886 року було завершено будівництво залізниці Мукачево — Свалява — Лавочне, а 1887 — Лавочне — Стрий.
1915 року під Лавочним відбувалися запеклі бої УСС, австро-угорських і німецьких військ з російськими військами.
У 1919—1939 роках село перебувало в складі Польської Республіки (поблизу проходив кордон з Чехословаччиною). У 1939 окуповане УРСР за пактом Молотова — Ріббентропа.
Лавочне — останній населений пункт Української РСР (у межах 1941 року), який було зайнято військами РСЧА під час Другої світової війни — 8 жовтня 1944 року. Поки червонармійці ще не прийшли в село, яке було залишене угорцями, тут на деякий час на постій зупинився курінь УПА під командування Мартіна Мізерного (Рена). 29 вересня 1944 року упівці раптово зазнали мінометному обстрілу з боку угорців, в результаті чого кілька упівців отримали поранення. У відповідь «Рен» відразу направив угорцям делегацію з білим прапорцем для ведення переговорів. Оунівці зажадали припинити вогонь, посилаючись на договір про ненапад між УПА та угорською армією. Угорці вибачилися за інцидент, зазначивши, що помилково прийняли загін УПА за більшовиків.

1939–1941, 1944-1959 — у складі Дрогобицької, від 1959 — Львівської обл. 1939–40 — райцентр. 1940–59 — село Славського, 1963–66 — Стрийського, 1959–63 та після 1966 — Сколівського районів. Мешканці зазнали сталінських репресій. До середини 1950-х рр. у Лавочному та околицях вели збройну боротьбу загони ОУН і УПА. У 2-й половині 1960-х рр. у селі проживало 1239 осіб.

Лавочне у 1915 році
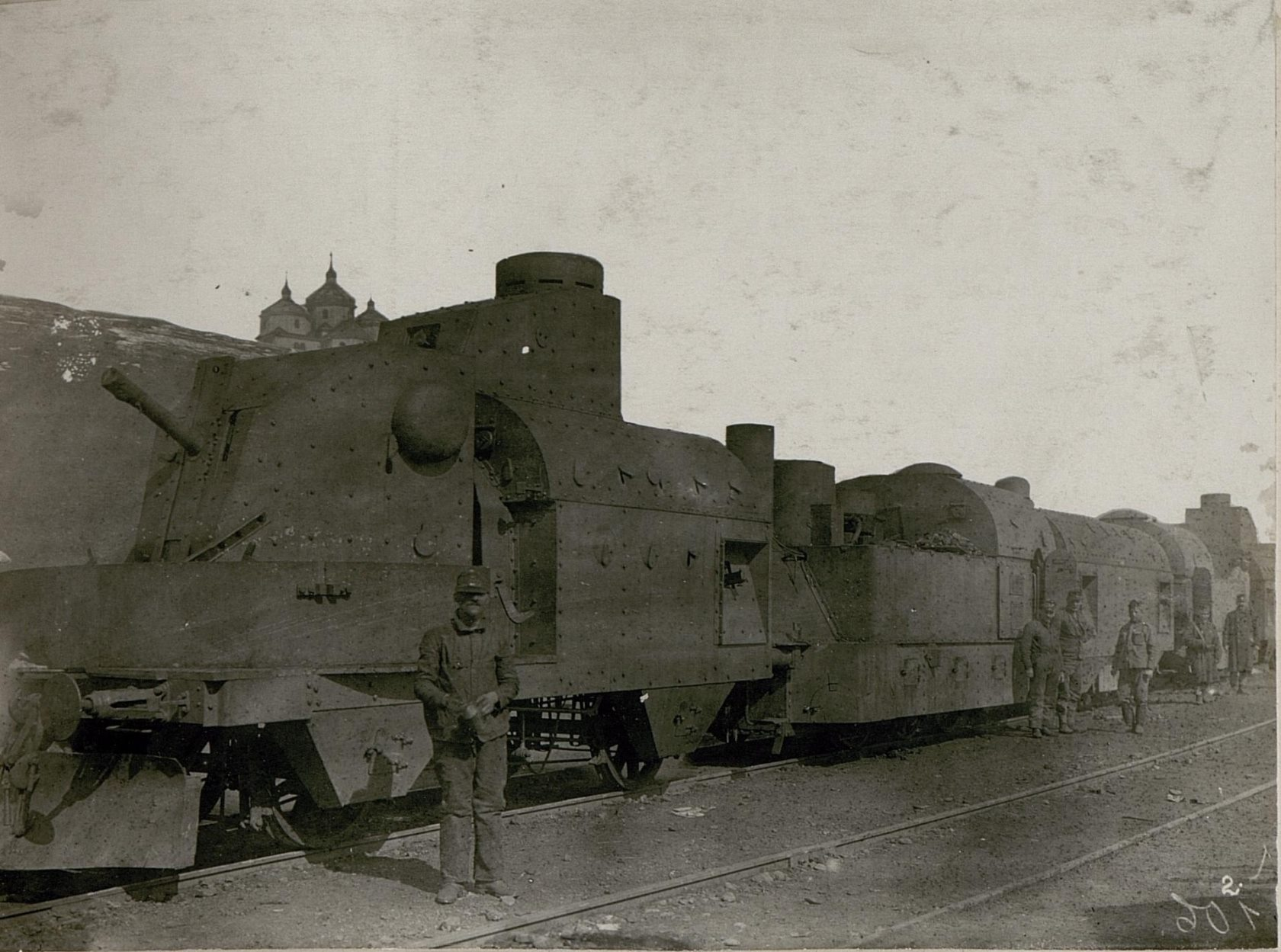
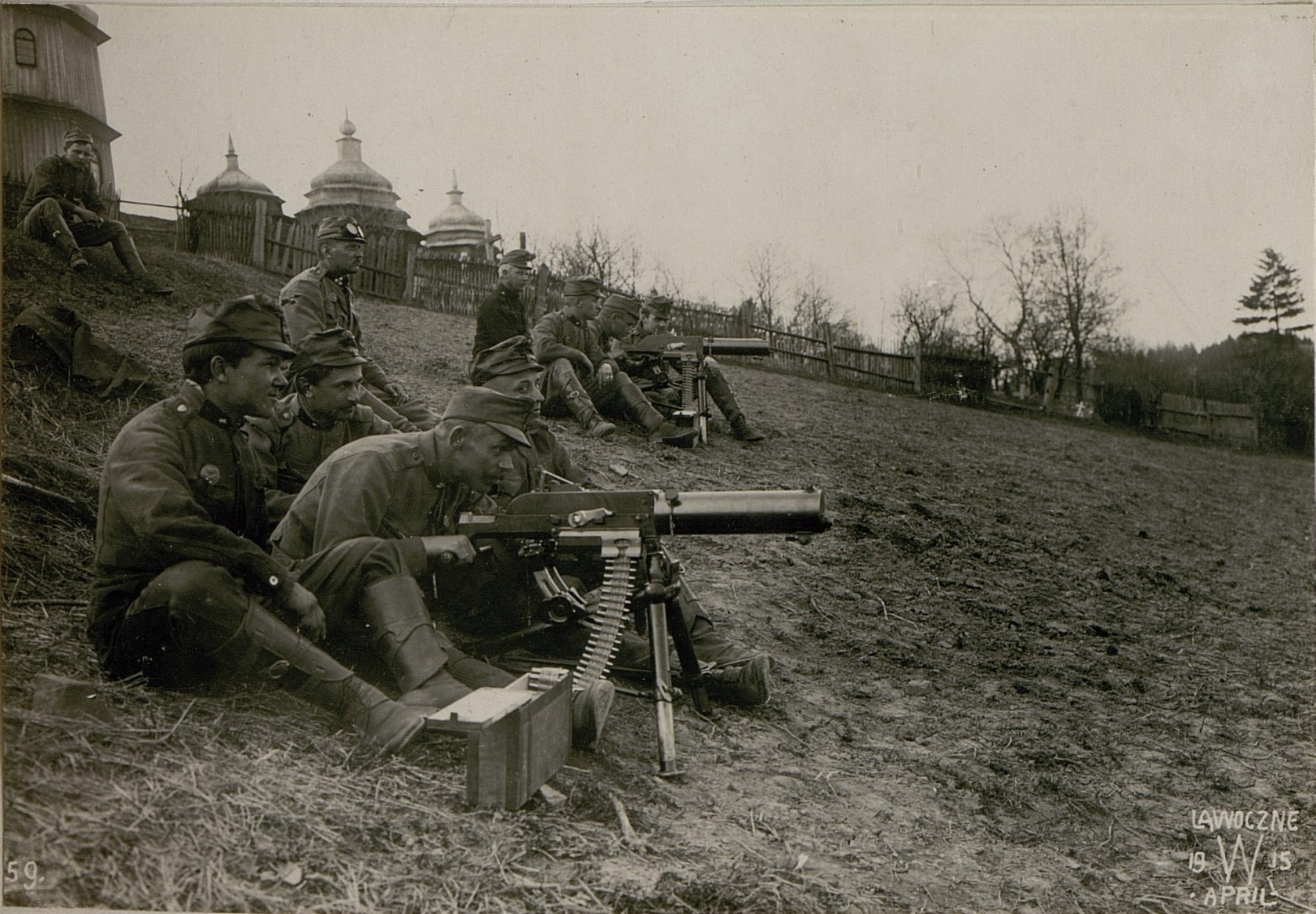
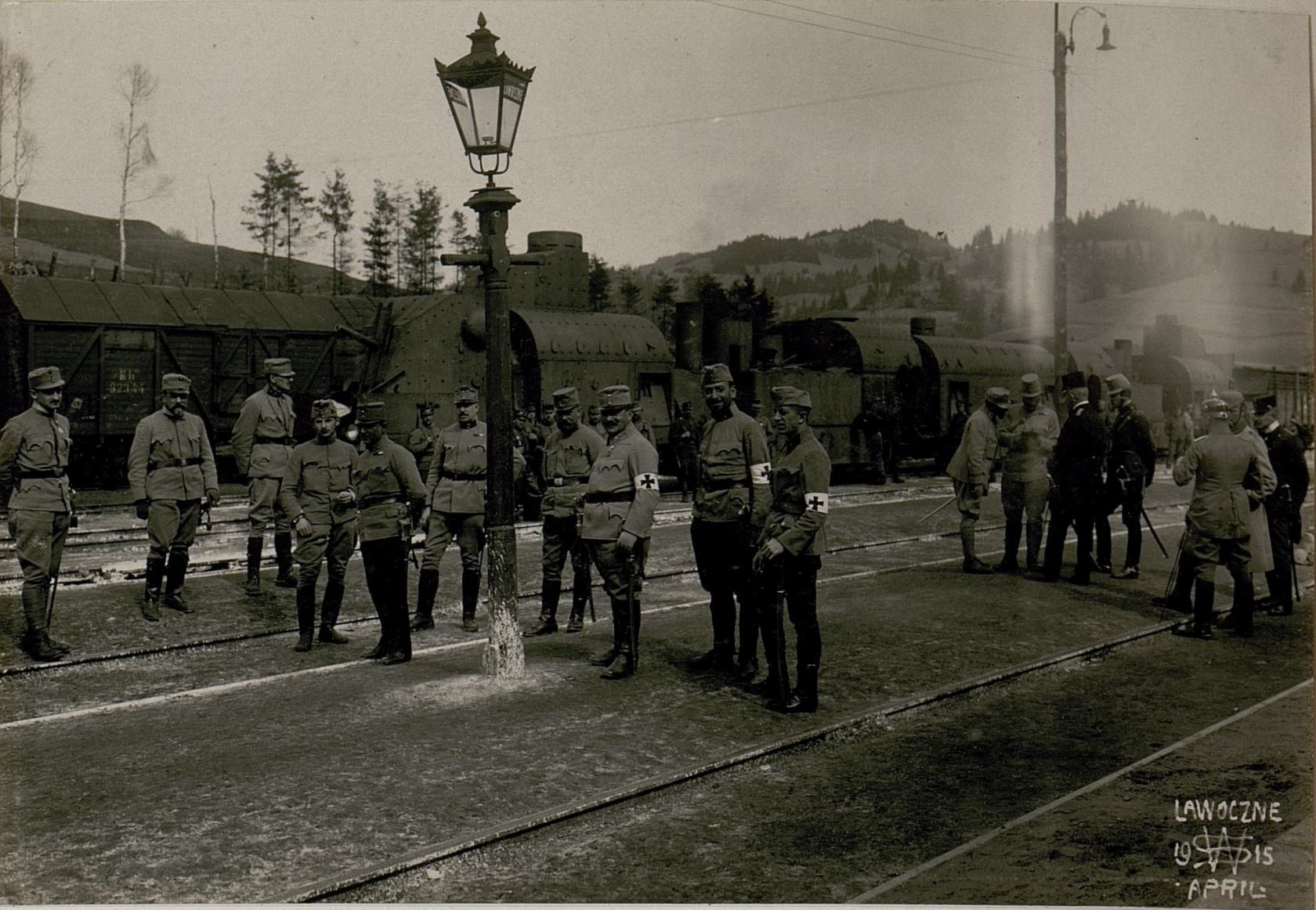
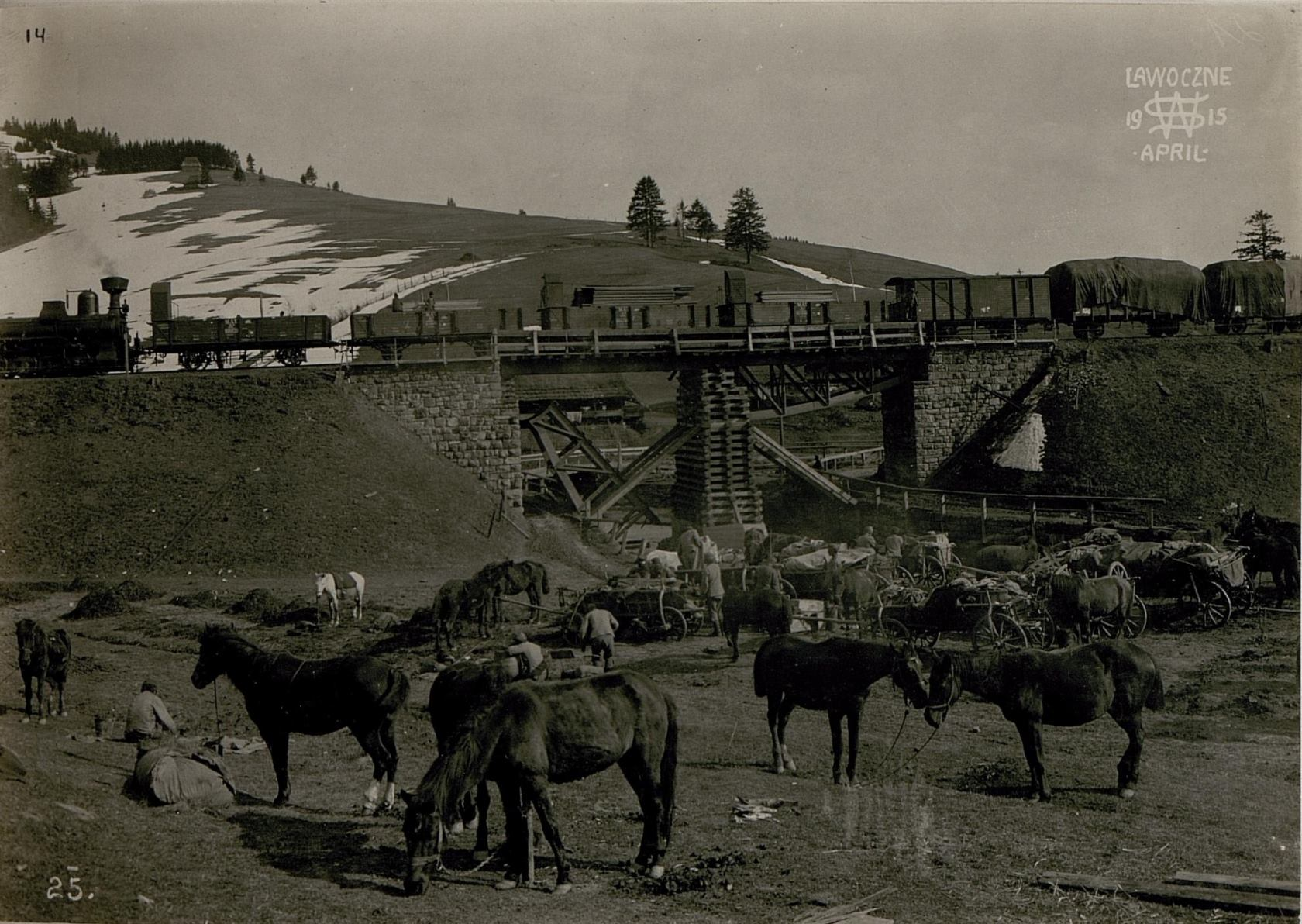
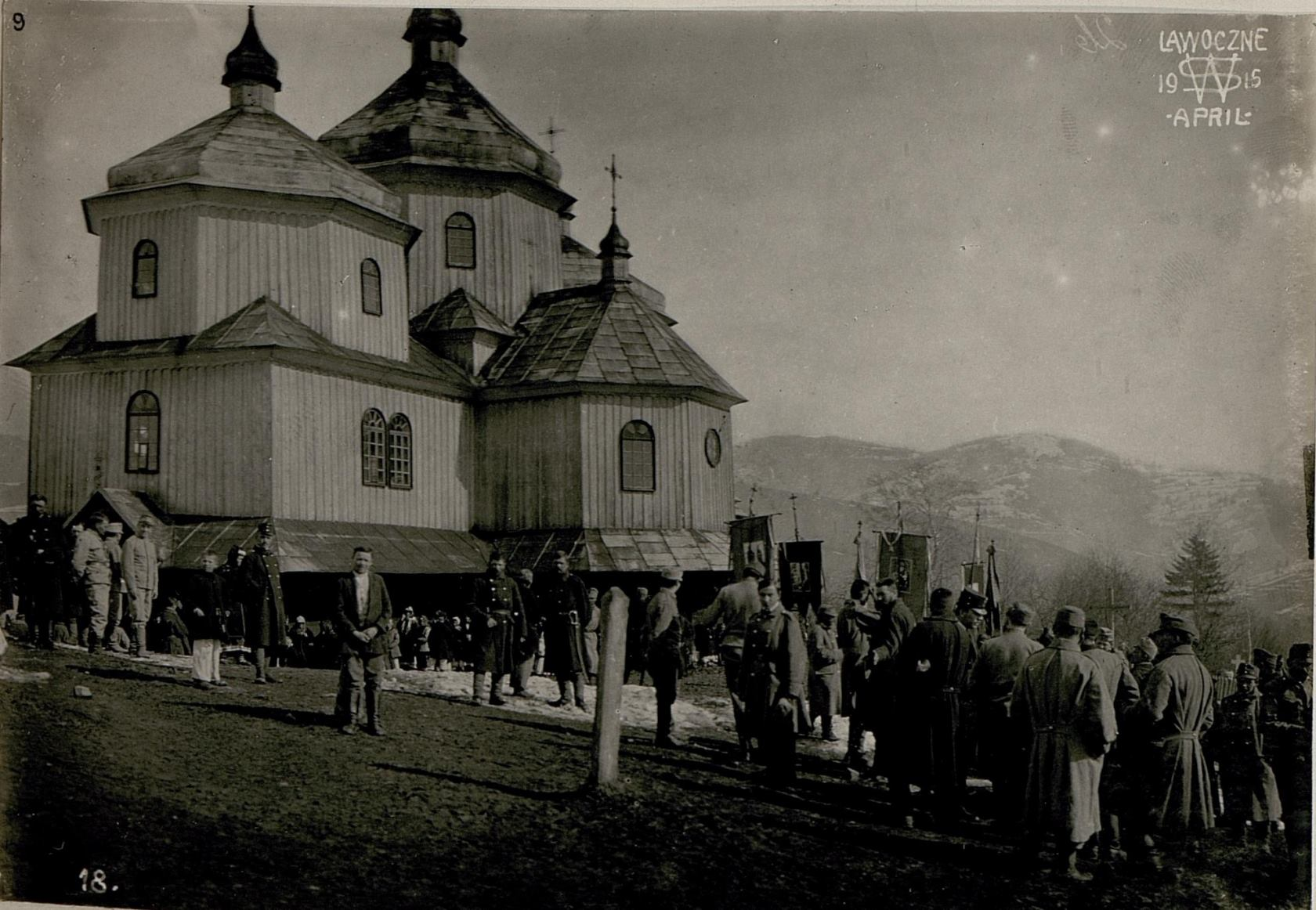
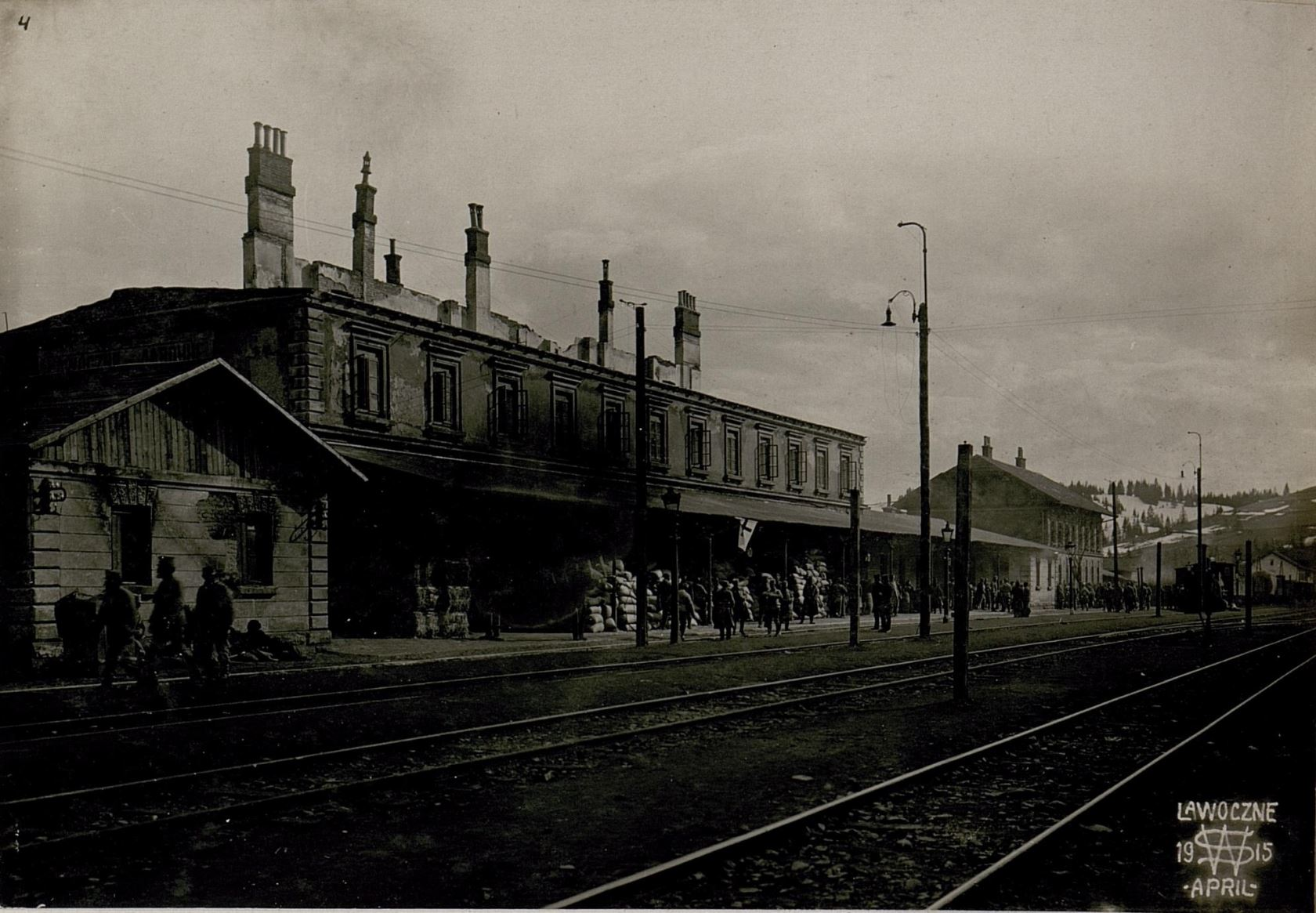
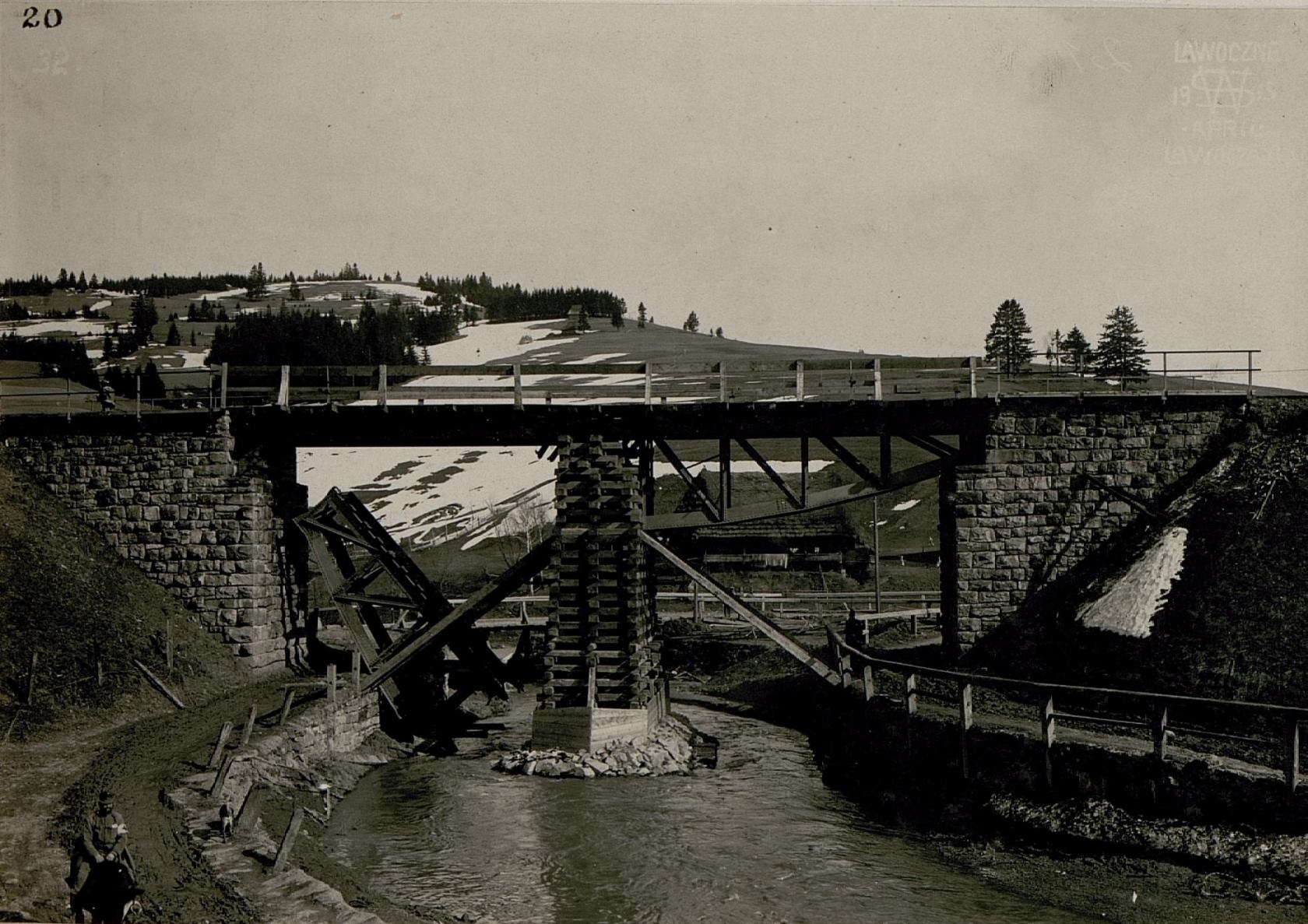
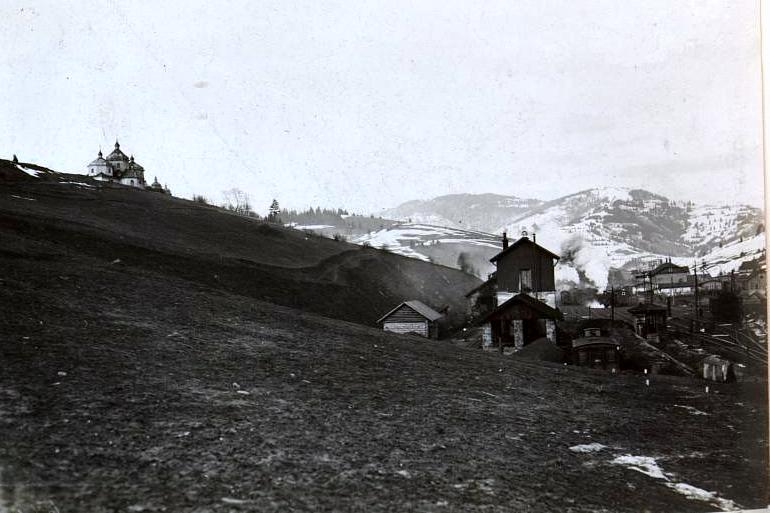
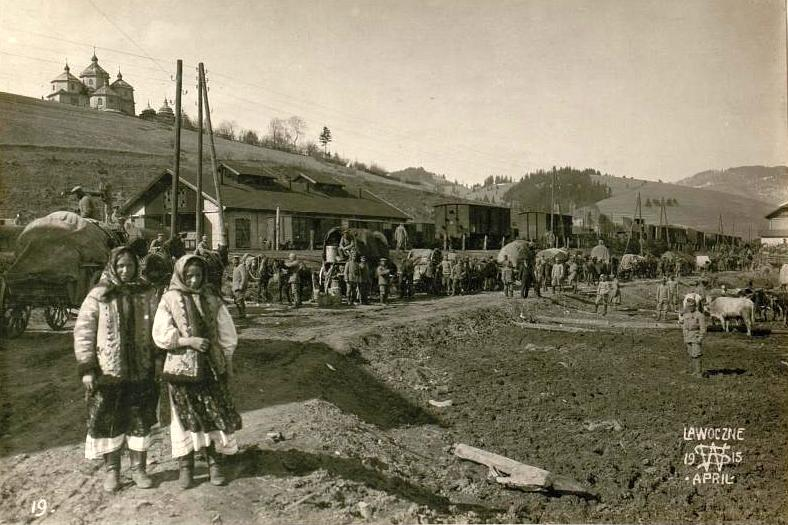

## Населення
Згідно з переписом УРСР 1989 року чисельність наявного населення села становила 1180 осіб, з яких 579 чоловіків та 601 жінка.
За переписом населення України 2001 року в селі мешкало 1198 осіб.

### Мова
Розподіл населення за рідною мовою за даними перепису 2001 року:
| Мова       | Кількість осіб | Відсоток |
| ---------- | -------------- | -------- |
| українська | 1 191          | 99.4     |
| російська  | 5              | 0.4      |

## Храми
У селі була церква св. арх. Михайла (архітектура бойківського типу), збудована у 1810-х або 1820-х роках. У 1907 році коштом громади й співвласника села В. Шмідта поряд зі старою збудовано нову дерев'яну церкву, ймовірно, за проєктом архітектора Василя Нагірного. Унаслідок Першої світової війни старий храм зазнав ушкоджень. Взимку 1921 року будівлю разом з іконами й хоругвами продали за 20 тисячі марок у село Грабовець коло Стрия, де її перебудували.
2012-го від удару блискавки згоріла дерев'яна церква Різдва Богородиці, споруджена 1905 року.

## Відомі люди
Народилися:
- Тимочко Іван Олексійович (* 1980) — сержант Збройних сил України, учасник російсько-української війни;
- Василь Шишканинець (псевдо — «Бір») — поручник УПА, ад'ютант курінного «Рена», командир сотні «Ударники-3».